# 자동화

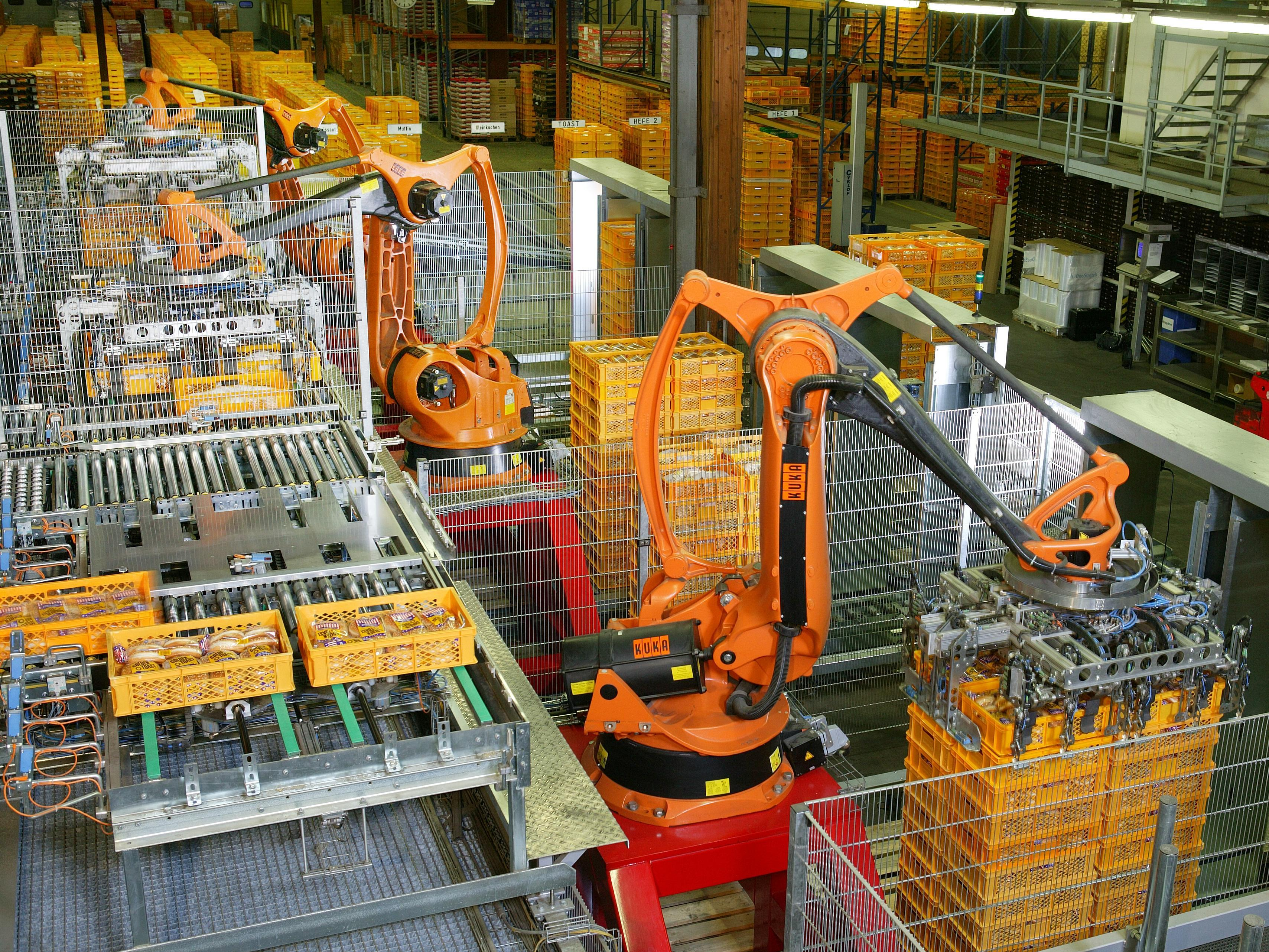
KUKA의 산업용 로봇은 빵이나 토스트 같은 제과류를 생산해낸다.

자동화(自動化, 영어: automation)는 제어 시스템과 정보기술을 조화롭게 사용하여 기계류 및 공정을 제어, 사람이 관여할 필요를 줄이는 것이다.
자동화는 즉, 결정 기준, 하위 프로세스와 관련 작업을 미리 결정하고 이러한 결정을 기계에 구현함으로써 프로세스에 대한 인간의 개입을 줄이는 광범위한 기술을 의미한다. 자동화는 일반적으로 기계, 유압, 공압, 전기, 전자 장치 및 컴퓨터를 포함한 다양한 수단을 조합하여 달성되었다. 현대 공장, 비행기, 선박과 같은 복잡한 시스템은 일반적으로 이러한 기술을 모두 조합하여 사용한다. 자동화의 이점에는 인건비 절감, 폐기물 감소, 전기 비용 절감, 재료비 절감, 품질, 정확성 및 정밀성 향상이 포함된다.
자동화에는 기계, 공장 프로세스, 보일러 및 열처리 오븐과 같은 다양한 장비 및 제어 시스템의 사용, 전화 네트워크 전환, 선박, 항공기 및 기타 응용 프로그램과 차량의 사람 개입을 줄인 조향 및 안정화가 포함된다. 예를 들어 보일러를 제어하는 가정용 온도 조절기부터 수만 개의 입력 측정값과 출력 제어 신호를 갖춘 대규모 산업용 제어 시스템까지 다양하다. 자동화는 은행 산업에도 자리를 잡았다. 제어 복잡성 측면에서 단순한 온-오프 제어부터 다변수 고급 알고리즘까지 다양하다.
가장 간단한 유형의 자동 제어 루프에서 컨트롤러는 프로세스의 측정된 값을 원하는 설정 값과 비교하고 프로세스에 대한 일부 입력을 변경하기 위해 결과 오류 신호를 처리하여 프로세스가 설정 지점에 유지되도록 한다. 소란에도 불구하고. 이 폐쇄 루프 제어는 시스템에 네거티브 피드백을 적용한 것이다. 제어 이론의 수학적 기초는 18세기에 시작되어 20세기에 급속히 발전했다. 자동화의 영단어 오토메이션(automation)이라는 용어는 이전 단어인 automatic(automaton에서 유래)에서 영감을 받아 포드가 자동화 부서를 설립한 1947년 이전에는 널리 사용되지 않았다. 업계에서는 1930년대에 도입된 피드백 컨트롤러를 빠르게 채택하고 있었다.
세계은행의 2019년 세계 개발 보고서는 기술 부문의 새로운 산업과 일자리가 자동화로 인해 일자리를 잃은 근로자의 경제적 효과보다 더 크다는 증거를 보여준다. 자동화로 인한 일자리 손실과 하향 이동성은 2010년대 이후 미국, 영국, 프랑스 등 여러 국가에서 민족주의, 보호주의, 포퓰리즘 정치가 부활한 많은 요인 중 하나로 언급되었다.

## 역사

### 초기 역사
정확한 시간을 추적하는 것은 그리스인과 아랍인(기원전 약 300년에서 약 1200년 사이의 기간)의 관심사였다. 기원전 270년경 이집트 프톨레마이오스 시대에 크테시비우스는 현대 수세식 변기의 공과 수탉과 다르지 않은 물시계용 부표 조절 장치에 대해 설명했다. 이것은 최초의 피드백 제어 메커니즘이었다. 14세기에 기계식 시계가 등장하면서 물시계와 피드백 제어 시스템은 쓸모없게 되었다.
페르시아의 바누 무사(Banū Mūsā) 형제는 독창적인 장치에 관한 책(서기 850년)에서 여러 가지 자동 제어 장치를 설명했다. 불연속 가변 구조 제어의 한 형태인 유체용 2단계 레벨 제어는 Banu Musa 형제가 개발했다. 또한 피드백 컨트롤러에 대해서도 설명했다. 산업 혁명을 통해 피드백 제어 시스템의 설계는 많은 엔지니어링 직관과 함께 시행착오를 통해 이루어졌다. 그래서 그것은 과학이라기보다 예술에 가깝다. 피드백 제어 시스템의 안정성이 자동 제어 이론의 형식 언어인 수학을 사용하여 분석된 것은 19세기 중반이 되어서였다.
원심력 조속기는 17세기 크리스티안 호이겐스(Christiaan Huygens)에 의해 발명되었으며, 맷돌 사이의 간격을 조정하는 데 사용되었다.

### 서유럽의 산업혁명
원동기 또는 자체 구동 기계, 고급 곡물 분쇄기, 용광로, 보일러 및 증기 엔진의 도입으로 온도 조절기(1624년 발명), 압력 조절기(1681), 플로트 조절기(1700) 및 속도 제어 장치. 풍차의 돛을 텐트로 만드는 데 또 다른 제어 메커니즘이 사용되었다. 이는 1745년 에드먼드 리(Edmund Lee)에 의해 특허를 받았다. 또한 1745년에 자크 드 보칸송(Jacques de Vaucanson)은 최초의 자동 직기를 발명했다. 1800년경 조셉 마리 자카드(Joseph Marie Jacquard)는 직기를 프로그래밍하기 위한 펀치 카드 시스템을 만들었다.
1771년 리처드 아크라이트(Richard Arkwright)는 당시 수틀(waterframe)로 알려진 수력으로 구동되는 최초의 완전 자동화된 방적 공장을 발명했다. 자동 제분기는 1785년 올리버 에반스(Oliver Evans)에 의해 개발되어 최초의 완전 자동화된 산업 공정이 되었다.
원심 조속기는 1784년 영국의 번스(Bunce) 씨가 모형 증기 크레인의 일부로 사용했다. 원심 조속기는 와트의 파트너 볼턴(Boulton)이 볼턴 앤 와트(Boulton & Watt)가 건설 중인 제분소에서 원심 조속기를 본 후 1788년에 제임스 와트가 증기 기관에 사용하기 위해 채택했다. 조속기는 실제로 설정된 속도를 유지할 수 없었다. 엔진은 부하 변화에 따라 새로운 일정한 속도를 가정한다. 조속기는 보일러에 대한 열 부하 변동으로 인해 발생하는 것과 같은 작은 변동을 처리할 수 있었다. 또한 속도 변화가 있을 때마다 진동하는 경향이 나타났다. 결과적으로, 이 조속기를 장착한 엔진은 면방적과 같이 일정한 속도를 요구하는 작업에는 적합하지 않았다.
조속기에 대한 몇 가지 개선 사항과 증기 엔진의 밸브 차단 타이밍 개선으로 인해 이 엔진은 19세기 말 이전에 대부분의 산업 용도에 적합하게 되었다. 증기 기관의 발전은 열역학과 제어 이론 모두에서 과학보다 훨씬 앞서 있었다. 조속기는 제임스 클럭 맥스웰(James Clerk Maxwell)이 제어 이론을 이해하기 위한 이론적 기초의 시작을 확립한 논문을 발표할 때까지 상대적으로 과학적 관심을 거의 받지 못했다.

### 20세기
릴레이 로직은 공장 전기화와 함께 도입되었으며, 이는 1900년대부터 1920년대까지 급속한 적응을 거쳤다. 중앙 전력 발전소 또한 급속한 성장을 겪고 있었고 새로운 고압 보일러, 증기 터빈 및 전기 변전소의 운영으로 인해 계측기 및 제어 장치에 대한 수요가 늘어났다. 중앙 제어실은 1920년대에 일반화되었지만 1930년대 초반까지만 해도 대부분의 프로세스 제어는 온-오프 상태였다. 운영자는 일반적으로 기기의 데이터를 플로팅하는 레코더로 작성된 차트를 모니터링했다. 수정을 위해 작업자는 수동으로 밸브를 열거나 닫거나 스위치를 켜거나 끈다. 또한 제어실에서는 색상으로 구분된 조명을 사용하여 공장의 작업자에게 수동으로 특정 변경을 수행하라는 신호를 보냈다.
장거리 전화에 중요한 역할을 했던 1920년대 전자 증폭기의 개발에서는 더 높은 신호 대 잡음비가 필요했는데, 이는 네거티브 피드백 잡음 제거로 해결되었다. 이것과 다른 전화 통신 응용 프로그램은 제어 이론에 기여했다. 1940년대와 1950년대에 독일의 수학자 이르름가르트 플뤼게-로츠(Irmgard Flügge-Lotz)는 불연속 자동 제어 이론을 개발했는데, 이 이론은 제2차 세계 대전 중 사격 통제 시스템과 항공기 항법 시스템에 대한 군사적 응용을 발견했다.
온-오프 제어가 아닌 설정점의 편차에 따라 계산된 변경을 수행할 수 있는 컨트롤러가 1930년대에 도입되기 시작했다. 컨트롤러를 통해 제조는 공장 전기화의 영향력 감소를 상쇄하기 위해 생산성 향상을 계속해서 보여줄 수 있었다.
1920년대에는 전기화로 인해 공장 생산성이 크게 향상되었다. 미국의 제조업 생산성 증가율은 1919~29년 연간 5.2%에서 1929~41년 연간 2.76%로 떨어졌다. 알렉산더 필드(Alexander Field)는 비의료 기구에 대한 지출이 1929년부터 1933년까지 크게 증가했으며 그 이후에도 여전히 강세를 유지했다고 지적한다.
제1차 세계대전과 제2차 세계대전을 통해 매스커뮤니케이션 및 신호 처리 분야에서 큰 발전이 이루어졌다. 자동 제어의 다른 주요 발전에는 미분 방정식, 안정성 이론 및 시스템 이론(1938), 주파수 영역 분석(1940), 선박 제어(1950) 및 확률론적 분석(1941)이 포함된다.
1958년부터 프로세스 제어 및 자동화를 위한 산업 제어 시스템의 전기 기계 릴레이 로직을 대체하기 위해 하드 와이어링된 프로그래밍 로직 컨트롤러(프로그래머블 로직 컨트롤러[PLC]의 전신)용 솔리드 스테이트 디지털 로직 모듈을 기반으로 하는 다양한 시스템이 등장했다. (예: 초창기 Telefunken/AEG Logistat, Siemens Simatic, Philips/Mullard/Valvo Norbit, BBC Sigmatronic, ACEC Logacec, Akkord Estacord, Krone Mibakron, Bistat, Datapac, Norlog, SSR 또는 Procontic 시스템 등)
1959년 텍사코(Texaco)의 포트아서 정유소(Port Arthur Refinery)는 디지털 제어를 사용하는 최초의 화학 공장이 되었다. 1970년대 컴퓨터 하드웨어 가격이 떨어지면서 공장의 디지털 제어로의 전환이 급속히 확산되기 시작했다.

### 중대한 응용
자동 전화 교환기는 다이얼 전화기와 함께 1892년에 도입되었다. 1929년에는 벨 시스템의 31.9%가 자동 시스템이었다. 자동 전화 교환은 원래 진공관 증폭기와 전기 기계 스위치를 사용하여 많은 양의 전력을 소비했다. 통화량은 결국 너무 빨리 증가하여 전화 시스템이 모든 전력 생산을 소비할 것이라는 우려가 생겨서 벨 연구소는 트랜지스터에 대한 연구를 시작하게 되었다.
전화 스위칭 릴레이에 의해 수행되는 논리는 디지털 컴퓨터에 영감을 주었다. 상업적으로 성공한 최초의 유리병 부는 기계는 1905년에 도입된 자동 모델이었다. 2명의 직원이 12시간 교대 근무하는 이 기계는 24시간 동안 17,280병을 생산할 수 있었다. 기계로 병을 만드는 비용은 수동 유리 불기와 도우미의 총 1.80달러에 비해 총 10~12센트였다.
단면 전기 드라이브는 제어 이론을 사용하여 개발되었다. 단면 전기 드라이브는 섹션 간에 정확한 차동이 유지되어야 하는 기계의 여러 섹션에 사용된다. 강철 압연에서 금속은 연속적으로 더 빠른 속도로 작동해야 하는 롤러 쌍을 통과하면서 늘어난다. 제지에서 시트는 그룹으로 배열된 증기 가열 건조 주위를 통과하면서 수축되며, 이는 연속적으로 느린 속도로 실행되어야 한다. 단면형 전기 구동 장치는 1919년 초지기에 최초로 적용되었다. 20세기 철강 산업에서 가장 중요한 발전 중 하나는 1928년 암코(Armco)가 개발한 연속 와이드 스트립 압연이었다.
자동화 이전에는 많은 화학물질이 일괄적으로 만들어졌다. 1930년에 장비가 널리 사용되고 컨트롤러가 등장하면서 도우케미칼(Dow Chemical Co.)의 창립자는 지속적인 생산을 옹호했다.
소년과 미숙련 노동자가 조작할 수 있도록 손의 민첩성을 대체한 자동 작동 기계 도구는 1840년대 제임스 나스미스(James Nasmyth)에 의해 개발되었다. 1950년대에는 펀칭 종이 테이프를 사용하여 수치 제어(NC)로 공작 기계를 자동화했다. 이는 곧 컴퓨터 수치 제어(CNC)로 발전했다.
오늘날 거의 모든 유형의 제조 및 조립 공정에서 광범위한 자동화가 실행되고 있다. 더 큰 공정에는 발전, 정유, 화학, 철강 공장, 플라스틱, 시멘트 공장, 비료 공장, 펄프 및 제지 공장, 자동차 및 트럭 조립, 항공기 생산, 유리 제조, 천연 가스 분리 공장, 식품 및 음료, 다양한 종류의 부품 가공, 통조림, 병입 및 제조가 포함된다. 로봇은 자동차 스프레이 페인팅과 같은 위험한 응용 분야에 특히 유용하다. 로봇은 전자 회로 기판을 조립하는 데에도 사용된다. 자동차 용접은 로봇으로 이루어지며 자동 용접기는 파이프라인과 같은 응용 분야에 사용된다.

### 우주/컴퓨터 시대
1957년 우주시대가 도래하면서 특히 미국을 중심으로 제어설계는 고전적 제어이론의 주파수 영역 기법에서 벗어나 당시에 침잠되었던 19세기 후반의 미분방정식 기법으로 되돌아갔다. 1940년대와 1950년대에 독일의 수학자 이름가르트 플루게-로츠(Irmgard Flugge-Lotz)는 불연속 자동 제어 이론을 개발했는데, 이는 내비게이션 시스템, 사격 제어 시스템, 전자 장치와 같은 히스테리시스 제어 시스템에 널리 사용되었다. 현대에는 플루케-로츠 등을 통해 비선형 시스템의 시간 영역 설계(1961), 항법(1960), 최적 제어 및 추정 이론(1962), 비선형 제어 이론(1969), 디지털 제어 및 필터링 이론(1974), 개인용 컴퓨터(1983)가 등장했다.

## 논란이 되는 요소

### 실업
일반적으로 자동화는 사람이 수행하던 일의 일부나 전부를 기계가 대신하게 되어서 실업을 유발한다고 생각된다. 하지만 실업은 근로자의 직무를 전환하는 대신에 그들을 해고하는 것과 같은(경제적)정책에 의해 야기된다. 일반적으로 많은 산업 현장에서 직무 전환이 아닌 해고하는 정책이 이루어지고 있기 때문에, 오늘날 자동화는 실업 문제를 내포하게 된다. 다른 면에서 보는 자동화는 가정에 보급된 세탁기의 경우처럼 실업을 의미하는 것이 아니라 더 많은 자유시간을 의미하게 된다. 자동화 없이는 상상할 수 없었던 마스 로버를 통한 화성 탐사와 같은 일을 수행하거나 또는 자동화된 전화교환기와 같이 자동화된 기술에 사회가 완전히 적응되었을 경우, 자동화는 더 이상 해고를 의미하는 것이 아니다.

### 환경
자동화가 환경에 미치는 영향(비용)은 자동화된 상품, 엔진과 같은 기술에 따라 달라진다. 예전의 엔진보다 지구로부터 더 많은 에너지 자원을 소모하게 되는 자동화 엔진이 있을 수 있고, 그 반대의 경우도 있을 수 있다.

## 같이 보기
- 로보틱스
- 인공지능
- 인지 컴퓨팅
- 사이버네틱스